# 夏侃·沃阿勒拜
夏侃·沃阿勒拜（1937年—），男，哈萨克族，新疆哈巴河县人，中国诗人，新疆维吾尔自治区文学艺术界联合会副主席、名誉主席，中国作家协会新疆分会原副主席，中国作家协会名誉委员。